# Sombra Carrizal
Sombra Carrizal är en ort i Mexiko.   Den ligger i kommunen Huitiupán och delstaten Chiapas, i den sydöstra delen av landet, 700 km öster om huvudstaden Mexico City. Sombra Carrizal ligger 1 334 meter över havet och antalet invånare är 911.
Terrängen runt Sombra Carrizal är bergig åt nordost, men åt sydväst är den kuperad. Sombra Carrizal ligger uppe på en höjd. Runt Sombra Carrizal är det ganska tätbefolkat, med 70 invånare per kvadratkilometer. Närmaste större samhälle är Amatán, 11,5 km nordväst om Sombra Carrizal. I omgivningarna runt Sombra Carrizal växer i huvudsak städsegrön lövskog.